# Rabbittite
La rabbittite è un minerale.